# Faenza Calcio 1998-1999
Questa voce raccoglie le informazioni riguardanti il Faenza Calcio nelle competizioni ufficiali della stagione 1998-1999.

## Rosa
| N. |                   | Ruolo | Calciatore         |
| -- | ----------------- | ----- | ------------------ |
|    | Italia (bandiera) | A     | Maurizio Baciocchi |
|    | Italia (bandiera) | C     | Sandro Berto       |
|    | Italia (bandiera) | C     | Andrea Buccioli    |
|    | Italia (bandiera) | C     | Alessandro Carta   |
|    | Italia (bandiera) | D     | Cristian Cortini   |
|    | Italia (bandiera) | A     | Cristian Del Sorbo |
|    | Italia (bandiera) | C     | Andrea Farrabegoli |
|    | Italia (bandiera) | A     | Gabriele Ferri     |
|    | Italia (bandiera) | C     | Claudio Foschi     |
|    | Italia (bandiera) | D     | Floriano Lasi      |
|    | Italia (bandiera) | D     | Roberto Lorenzini  |
|    | Italia (bandiera) | C     | Vincenzo Maenza    |

| N. |                   | Ruolo | Calciatore       |
| -- | ----------------- | ----- | ---------------- |
|    | Italia (bandiera) | P     | Mirco Martini    |
|    | Italia (bandiera) | C     | Mirco Mengucci   |
|    | Italia (bandiera) | D     | Paolo Minardi    |
|    | Italia (bandiera) | A     | Paolo Mollica    |
|    | Italia (bandiera) | C     | Mauro Neri       |
|    | Italia (bandiera) | C     | Marco Osio       |
|    | Italia (bandiera) | C     | Loris Poggi      |
|    | Italia (bandiera) | D     | Antonino Praticò |
|    | Italia (bandiera) | A     | Cristian Protti  |
|    | Italia (bandiera) | D     | Cristian Ranieri |
|    | Italia (bandiera) | A     | Francesco Ricci  |
|    | Italia (bandiera) | P     | Filippo Turchi   |